# 花庄镇 (红古区)
花庄镇，是中华人民共和国甘肃省兰州市红古区下辖的一个乡镇级行政单位。

## 行政区划
花庄镇下辖以下地区：
花庄社区、白土路社区、王家庄村、洞子村、柳家村、青土坡村、北山村、河嘴村、苏家寺村、花庄村和湟兴村。